# Placopsis imshaugii
Placopsis imshaugii é uma espécie de líquen da família Agyriaceae. Foi descrito cientificamente em 2011.